# جاكي (مقدم برامج)
جاكي (بالفرنسية: Jacky)‏ هو مقدم برامج إذاعية ومقدم تلفزيوني فرنسي، ولد في 30 أبريل 1948 في باريس في فرنسا.

## وصلات خارجية
- جاكي على موقع IMDb (الإنجليزية)
- جاكي على موقع ميوزك برينز (الإنجليزية)
- جاكي على موقع ديسكوغز (الإنجليزية)
- جاكي على موقع قاعدة بيانات الفيلم (الإنجليزية)
- جاكي على موقع كينوبويسك (الروسية)